# Dakosaurus andiniensis
Dakosaurus andiniensis is een uitgestorven krokodilachtige uit de familie Metriorhynchidae. Deze soort leefde 135 miljoen jaar geleden (periode Krijt) in de Pacifische kustwateren van Argentinië.
Dakosaurus andiniensis was een vier meter lange zeekrokodil met een kop die leek op die van carnivore dinosauriërs zoals Tyrannosaurus en een visachtige staart. Met de krachtige kaken en gezaagde tanden werden andere zeereptielen (bijvoorbeeld ichthyosauriërs, plesiosauriërs en zeeschildpadden) en laagvliegende pterosauriërs gevangen en verscheurd.
Het holotype MHNSR PV344, een snuit waar de tanden uitgevallen waren, werd begin jaren tachtig gevonden en eerst aan een Metriorhynchus aff. durobrivensis toegewezen.

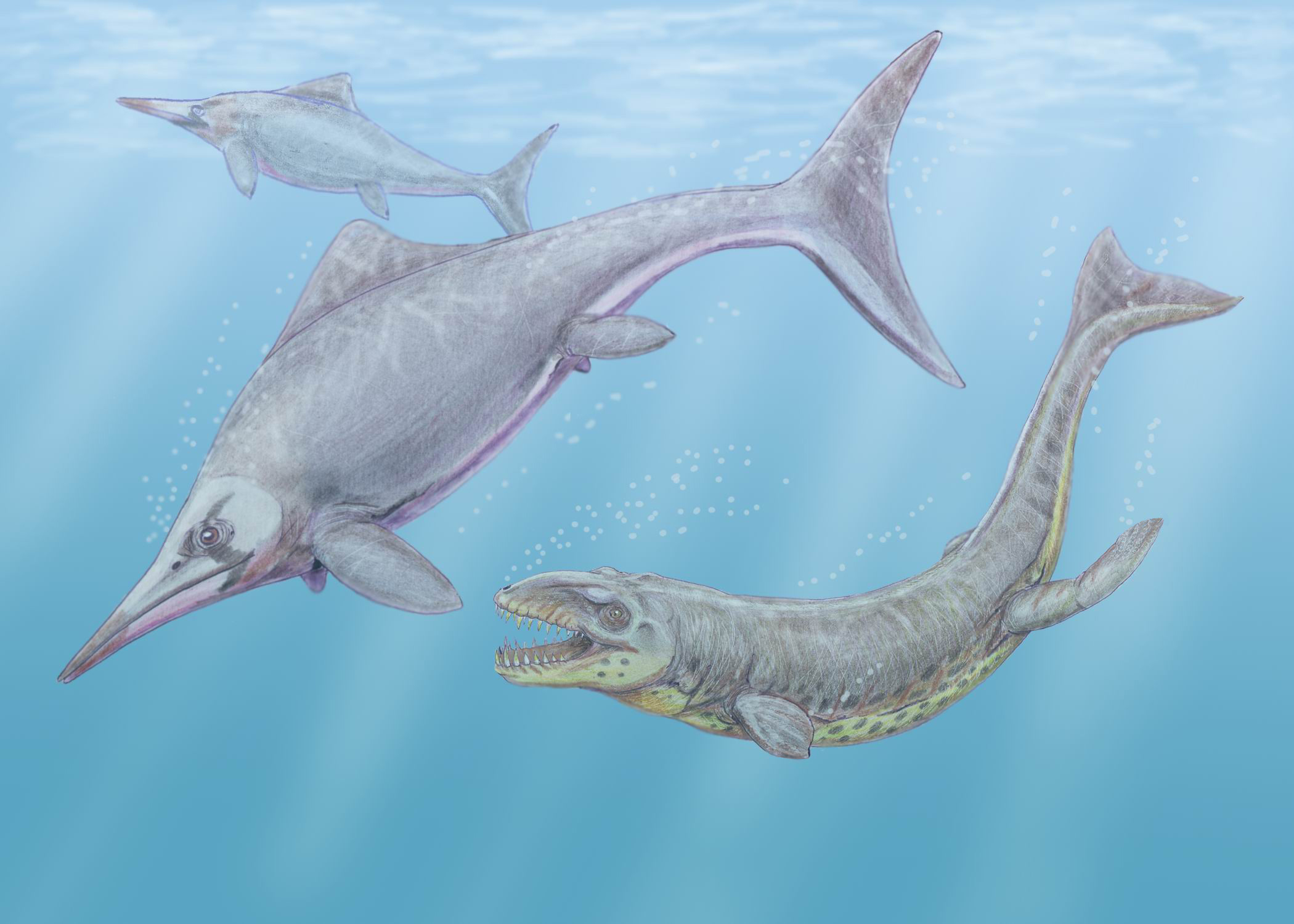
Dakosaurus andiniensis maakt jacht op een Caypullisaurus.